# 4879 Zykina
A 4879 Zykina (ideiglenes jelöléssel 1974 VG) a Naprendszer kisbolygóövében található aszteroida. Ljudmila Ivanovna Csernih fedezte fel 1974. november 12-én.